# Strider 2
Strider 2,  in originale Strider Hiryū 2 (ストライダー飛竜2?, Sutoraidā Hiryū Tsū), è un videogioco arcade a piattaforme e picchiaduro a scorrimento pubblicato da Capcom nel 1999. È il seguito di Strider pubblicato dieci anni prima. Fu effettuata una conversione per la console PlayStation. Un seguito precedente chiamato Strider II era stato pubblicato nel 1990 dalla U.S. Gold, solo per piattaforme domestiche.

## Trama
Tratta dalla presentazione del videogioco e tradotta in italiano:
Nel livello finale ad un certo punto si dovrà combattere contro un'altra Strider rinnegata chiamata Hien,  è una donna vestita di bianco e armata anch'essa di sciabola laser. Alla fine del gioco, Strider combatterà contro il Gran Maestro, ma non sarà l'ultimo nemico. Subito dopo il giocatore dovrà confrontarsi con Caduceus, un enorme robot.

## Modalità di gioco
Il personaggio principale può effettuare diverse operazioni, saltare o effettuare un doppio salto, arrampicarsi su muri, pareti e soffitti e muoversi su di essi tramite un rampino, eseguire scivolate e correre. A disposizione, come arma, ha una sciabola laser chiamata Cypher potenziabile tramite power-up raccolti nei livelli aumentandone la gittata.
Il videogioco si presenta in 2.5D con l'effetto della tridimensionalità negli scenari, ma l'azione è bidimensionale. I livelli sono cinque di sei stage ciascuno. Alcuni nemici, come ad esempio Tong Poo e Solo, vengono ripresi dal videogioco precedente così come alcuni livelli. All'inizio di ogni missione il giocatore potrà scegliere l'ordine delle missioni da affrontare. Strider 2 perde alcune particolarità presenti nel primo videogioco, come i Dipodal Saucers, la pantera e il falco robotici, tutti che in qualche modo aiutavano il giocatore, invece è presente un colpo speciale, limitato nel tempo, in grado di scagliare sciabolate molto potenti contro i nemici.
Raccogliendo l'ideogramma Hi (飛, volare) si rigenera un'unità di energia, l'ideogramma Ryu (竜, drago) aumenta le dimensioni della barra di energia (da tre unità a un massimo di otto) e gli ideogrammi HiRyu (飛竜, drago volante) che restituiscono al giocatore tutta l'energia, la scritta "Boost" darà un colpo speciale a Strider.
Come in diversi giochi arcade Capcom, tipo Black Tiger o Gun.Smoke, anche qui distruggendo casse o accedendo in punti segreti si potranno trovare bonus come la mucca o la girandola, riferimenti a vecchi arcade Capcom.
Per ogni stage si ha un tempo limite. Alla fine di ogni livello e con sequenze animate verrà descritta la storia del videogioco.

## Livelli
Tutti i livelli presentano sei stage, il giocatore potrà scegliere la sequenza di come affrontarli (i primi tre).
- Neo Hong Kong, ambientato in città precedentemente distrutta da Emperor Dragon , il boss di fine livello.
- Fortress Wahmen, una base nemica situata in un castello medioevale in Germania. Alla fine del livello il giocatore incontrerà Herzog Schlange(il duca serpente) una specie di Idra robotica.
- Antartica, livello ambientato in vicinanza del polo sud, prima all'esterno e poi in un centro di ricerche segreto. Alla fine del livello attenderà un enorme Kraken.
- Flying Battleship Balrog, una gigantesca nave volante. Hiryū giungerà all'inizio del livello in volo sul proprio aliante, come succedeva all'inizio del primo videogioco. La nave volante Balrog prima sarà in volo e poi entrerà in orbita terrestre. Il boss è l'ammiraglio Whilem, un fedele sottoposto del gran maestro.
- Third Moon, un'enorme base spaziale orbitante e covo del malvagio Gran Maestro. Caduceus, un enorme robot, sarà il boss finale del videogioco.

## Versione PlayStation
Nella versione Playstation era dato in omaggio anche il primo Strider contenuto in un bonus CD.
Dopo aver completato il videogioco, si attiverà la modalità HIEN, ovvero si potrà scegliere di usare la Strider precedentemente sconfitta per rigiocare. Hien sembrerebbe più potente di Hiryū, può usare la spada come scudo e i colpi di sciabola laser hanno più gittata nello schermo.

## Sviluppo
Il personaggio di Strider Hiryu in origine è un manga creato da Moto Kikaku, un gruppo di artisti mangaka, che in questo videogioco hanno contribuito al disegno dello sprite principale.

## Accoglienza
Gli specializzati nel settore hanno accolto Strider 2 generalmente con buoni voti e recensioni, e definendolo un degno seguito del predecessore. Viene criticata la facilità e le ambientazioni non coinvolgenti come nel primo capitolo.
- Spaziogames ha assegnato un voto di 7,2/10.[1]
- Metacritic ha assegnato 6,9/10.[2]
- GameSpot ha recensito il videogioco con 8 su 10.[3]